# Theridion angusticeps
Theridion angusticeps là một loài nhện trong họ Theridiidae.
Loài này thuộc chi Theridion. Theridion angusticeps được Lodovico di Caporiacco miêu tả năm 1949.